# Mac OS 9
Mac OS 9 fue la última versión mayor de la familia de sistemas operativos conocida como Mac OS clásico (classic en inglés). Fue introducida por Apple Computer el 23 de octubre de 1999 y sucedida por Mac OS X. Si bien inicialmente estaba previsto que fuera una nueva versión menor del anterior Mac OS 8 (Mac OS 8.7), se cambió a Mac OS 9 para suplir el salto hacia la siguiente generación (ya en preparación) del Mac OS, Mac OS X (presentado como versión 10). Apple lo catalogó como "el mejor sistema operativo de Internet", destacando la capacidad de búsqueda del programa Sherlock 2 y la integración con un servicio gratuito conocido en aquel entonces como iTools (luego .Mac, después MobileMe y ahora iCloud).
Este sistema, al igual que todos los de esta familia, carecía de algunos servicios y prestaciones comunes en los sistemas de su tiempo, tales como la memoria protegida o multitarea preventiva. Sin embargo presentaba numerosas ventajas con respecto a los anteriores Mac OS, como por ejemplo interfaz para varios usuarios (un multiusuario básico), búsqueda avanzada y mayor compatibilidad.
Fue descontinuado en 2001, durante la transición a Mac OS X. De ahí en adelante, dejó de recibir actualizaciones. Las últimas actualizaciones corregían errores relativos al Classic Environment cuando corre en Mac OS X y la compatibilidad con las aplicaciones Carbon. En el WWDC de 2002, Steve Jobs empezó la conferencia con el funeral de Mac OS 9.
Apple actualizó el Mac OS 9 con una serie de correcciones y versiones menores tales como la 9.0.4 y 9.1 (en la cual, por ejemplo, fue incluida la capacidad para grabar CD desde el propio sistema (con el Finder) sin utilizar una herramienta externa), en 2000 y 2001. La actualización 9.2 dejó de darle soporte a los procesadores PowerPC más antiguos (601, 603 y 604) y requería un procesador G3 como mínimo. Otra actualización, Mac OS 9.2.1, fue lanzada en 2001, pero ya sólo mejoró la funcionalidad del entorno de emulación Classic de Mac OS X (y fue seguida del 9.2.2 con el mismo propósito).
Los últimos equipos producidos con capacidad de utilizar este sistema fueron los Power Mac G4, descatalogados en 2004.
Los productos que fueron lanzados para Mac OS 9 o anterior ya no son compatibles con los Mac con el sistema operativo Mac OS X Leopard o Mac OS X Snow Leopard.
Las copias de Mac OS 9 aún están disponibles en varias empresas a precios variables. Ya no está disponible en Apple. Aunque ahora es clasificado como abandonware, ya que el desarrollo ha terminado, aún está en uso por quienes no pueden actualizar a Mac OS X debido a limitaciones del sistema o lo prefieren más que Mac OS X. También es una opción popular para los fanáticos de la retroinformática.